# Seznam poslancev prve italijanske legislature
Seznam poslancev prve italijanske legislature prikazuje imena poslancev Prve legislature Italijanske republike po splošnih volitvah leta 1948.

## Povzetek sestave
| Parlamentarne skupine                                           | fine Leg. |
| --------------------------------------------------------------- | --------- |
| Komunisti                                                       | 126       |
| Krščanski demokrati                                             | 300       |
| Liberalci                                                       | 13        |
| Monarhistična nacionalna stranka (Partito Nazionale Monarchico) | 16        |
| Italijanska republikanska stranka                               | 8         |
| Socialistična stranka Italije                                   | 53        |
| Misto                                                           | 23        |
| Partito Socialista Democratico Italiano                         | 33        |
| Skupaj                                                          | 572       |

### Predsedstvo

#### Predsednik
- Giovanni Gronchi (DC)

### Podpredsedniki
- Giuseppe Fuschini (DC) (zapustil funkcijo 10.7.1949)
- Gaetano Martino (PLI)
- Giuseppe Chiostergi (PRI)
- Ferdinando Targetti (PSI) (zapustil funkcijo 21.1.1953)
- Egidio Tosato (DC) (izvoljen 26.7.1949; zapustil funkcijo 1.1.1950)
- Giovanni Leone (DC) (izvoljen 24.2.1950)
- Luigi Bennani (PSI) (izvoljen 5.2.1953)

#### Kvestorji
- Bernardo Mattarella (DC) (zapustil funkcijo 27.5.1948)
- Guglielmo Schiratti (DC)
- Vincenzo La Rocca (PCI) (zapustil funkcijo 21.1.1953)
- Stefano Riccio (DC) (izvoljen 4.6.1948)
- Francesco Colitto (PLI) (izvoljen 4.2.1953)

#### Sekretarji
- Fiorentino Sullo (DC)
- Arnaldo Fabriani (DC)
- Stefano Riccio (DC) (zapustil funkcijo 4.6.1948)
- Enrico Parri (PRI) (zapustil funkcijo 6.7.1949)
- Raffaele Merloni (PSI) (zapustil funkcijo 21.1.1953)
- Antonio Giolitti (PCI) (zapustil funkcijo 21.1.1953)
- Mario Guadalupi (PSI) (zapustil funkcijo 21.1.1953)
- Pasquale Cortese (DC) (izvoljen 8.6.1948)
- Guido Ceccherini (PSI) (izvoljen 19.5.1949)
- Crescenzo Mazza (DC) (izvoljen 14.7.1949)
- Olga Giannini (Misto) (izvoljen 4.2.1953)
- Antonio Ebner (Misto) (izvoljen 4.2.1953)
- Francesco Saija (PNM) (izvoljen 4.2.1953)

#### Ostali člani
- Gastone Costa (PSI)

## Parlamentarne skupine

### Krščanski demokrati

#### Predsednik
- Giuseppe Cappi (v funkciji od 1.6.1948 do 2.2.1949 in od 9.2.1950 do 7.12.1950)
- Giuseppe Spataro (v funkciji od 2.2.1949 do 9.2.1950)
- Giuseppe Bettiol (v funkciji od 7.12.1950)

#### Podpredsedniki
- Ennio Avanzini (v funkciji od 1.6.1948 do 9.2.1950)
- Enzo Giacchero (v funkciji od 30.1.1952 do 23.9.1952)
- Angelo Raffaele Jervolino (v funkciji 9.2.1950 do 30.1.1952)
- Giuseppe Lazzati (v funkciji od 9.2.1950 do 30.1.1952)
- Gesumino Mastino (v funkciji od 1.6.1948 do 9.2.1950)
- Aldo Moro (v funkciji od 30.1.1952)
- Oscar Luigi Scalfaro (v funkciji od 23.10.1952)

#### Sekretarji
- Elisabetta Conci (v funkciji od 30.1.1952)
- Carlo Cremaschi (v funkciji od 1.6.1948 do 9.2.1950)
- Oscar Luigi Scalfaro (v funkciji od 9.2.1950 do 30.1.1952)

#### Podsekretarji
- Elisabetta Conci (v funkciji od 9.2.1950 do 30.1.1952)
- Tarcisio Longoni (v funkciji od 30.1.1952)

#### Člani Sveta
- Alfredo Amatucci (v funkciji od 1.1.1952)
- Gaspare Ambrosini (v funkciji od 1.6.1948 do 8.7.1948 in od 1.1.1949 do 31.12.1951)
- Lodovico Benvenuti (v funkciji od 1.1.1950 do 31.12.1951)
- Giuseppe Bettiol (v funkciji od 1.6.1948 do 31.12.1950)
- Brunetto Bucciarelli Ducci (v funkciji od 1.1.1952)
- Giuseppe Cappi (v funkciji od 1.6.1948 do 8.7.1948 in od 1.1.1951 do 31.12.1951)
- Renato Cappugi (v funkciji od 1.6.1948 do 31.12.1948)
- Giuseppe Caronia (v funkciji od 1.6.1948 do 31.12.1948)
- Edoardo Clerici (v funkciji od 1.1.1949 do 31.12.1949)
- Giuseppe Codacci Pisanelli (v funkciji od 1.1.1951 do 31.12.1951)
- Dino Del Bo (v funkciji od 1.6.1948 do 31.12.1948)
- Francesco Maria Dominedò (v funkciji od 1.6.1948 do 31.12.1949)
- Ezio Donatini (v funkciji od 1.1.1952)
- Giuseppe Dossetti (v funkciji od 1.6.1948 do 31.12.1948)
- Giuseppe Ermini (v funkciji od 1.1.1951 do 31.12.1951)
- Vito Giuseppe Galati (v funkciji od 1.6.1948 do 31.12.1949)
- Enzo Giacchero (v funkciji od 1.1.1950 do 31.12.1951)
- Igino Giordani (v funkciji od 1.6.1948 do 31.12.1950)
- Emanuele Guerrieri (v funkciji od 23.9.1952)
- Filippo Guerrieri (v funkciji od 1.1.1952)
- Luigi Gui (v funkciji od 1.1.1950 do 31.12.1951)
- Angelo Raffaele Jervolino (v funkciji od 1.1.1952)
- Giuseppe Lazzati (v funkciji od 1.1.1949 do 31.12.1949)
- Giovanni Leone (v funkciji od 1.6.1948 do 31.12.1950)
- Antonio Maxia (v funkciji od 1.1.1952)
- Giovanni Battista Migliori (v funkciji od 1.6.1948 do 31.12.1951)
- Aldo Moro (v funkciji od 1.6.1948 do 8.7.1948 in od 1.1.1950 do 31.12.1951)
- Gerolamo Lino Moro (v funkciji od 1.1.1952)
- Vittorio Pertusio (v funkciji od 1.1.1950 do 14.12.1951)
- Raffaele Pio Petrilli (v funkciji od 1.6.1948 do 31.12.1949)
- Giuseppe Rapelli
- Giuseppe Riva (v funkciji od 1.1.1952)
- Enrico Roselli (v funkciji od 1.1.1951 do 31.12.1951)
- Carlo Russo (v funkciji od 1.1.1952)
- Armando Sabatini (v funkciji od 1.1.1952)
- Attilio Salvatore (v funkciji od 1.1.1950 do 31.12.1950)
- Giovanni Battista Scaglia (v funkciji od 1.1.1950)
- Oscar Luigi Scalfaro (v funkciji od 1.6.1948 do 31.12.1949 in od 30.1.1952 do 22.9.1952)
- Salvatore Scoca (v funkciji od 1.6.1948 do 31.12.1950)
- Fernando Tambroni Armaroli (v funkciji od 1.6.1948 do 31.12.1949)
- Egidio Tosato (v funkciji od 1.6.1948 do 31.12.1949)
- Benigno Zaccagnini (v funkciji od 1.1.1950)

#### Člani
- Giovan Battista Adonnino
- Pio Alessandrini
- Gaetano Ambrico
- Giulio Andreotti
- Armando Angelini
- Nicola Angelucci
- Giuseppe Arcaini
- Alessandro Arcangeli
- Giuseppe Armosino
- Giacinto Artale
- Giuseppe Babbi
- Giuseppe Bagnera
- Luigi Balduzzi
- Faustino Barbina
- Silvano Baresi
- Attilio Bartole
- Vincenzo Bavaro
- Stefano Bazoli
- Marzio Bernardinetti
- Giovanni Bersani
- Giuseppe Berti
- Ermenegildo Bertola
- Loris Biagioni
- Laura Bianchini
- Lorenzo Biasutti
- Luigi Bima
- Giuseppe Mario Boidi
- Paolo Bonomi
- Margherita Bontade
- Raimondo Borsellino
- Vittorio Bosco Lucarelli
- Giovanni Bovetti
- Giuseppe Brusasca
- Pietro Bulloni (v funkciji do 25.8.1950)
- Arturo Burato
- Edmondo Caccuri
- Osvaldo Cagnasso
- Italo Giulio Caiati
- Fortunato Calcagno
- Pietro Campilli
- Michele Camposarcuno
- Salvatore Cara
- Antonio Carcaterra
- Giovanni Carignani
- Filadelfio Caroniti
- Benedetto Carratelli
- Giovanni Battista Carron
- Nello Caserta
- Giacomo Dal Monte Casoni
- Gennaro Cassiani
- Giuseppe Castelli Avolio
- Edgardo Castelli
- Antonio Cavalli
- Vincenzo Cecconi (v funkciji do 18.7.1951)

Roberto Cuzzaniti (prevzel 2.8.1951)
- Mario Ceravolo
- Luigi Chatrian
- Egidio Chiarini
- Francesco Chieffi
- Fiorenzo Cimenti (v funkciji do 6.10.1951)

Uberto Breganze (prevzel 26.10.1951)
- Ivo Coccia
- Domenico Colasanto
- Giulio Coli
- Aurelio Angelo Colleoni
- Emilio Colombo
- Francesco Concetti
- Alessandro Coppi
- Giacomo Corona
- Camillo Corsanego
- Pasquale Cortese
- Mario Cotellessa
- Carlo Cremaschi
- Maria Pia Dal Canton
- Ferdinando D'Ambrosio
- Gerardo De Caro poslanec do 26.10.1951 in se nato pridruži Skupini Misto
- Danilo De' Cocci
- Alcide De Gasperi
- Beniamino De Maria
- Alberto De Martino
- Carmine De Martino
- Gustavo De Meo
- Luigi De Michele
- Giacomo De Palma
- Maria De Unterrichter Jervolino
- Umberto Delle Fave
- Filomena Delli Castelli
- Florestano Di Fausto poslanec do 7.2.1951 in se nato pridruži Skupini Misto
- Gaetano Di Leo
- Romolo Diecidue
- Giuseppe Dossetti (v funkciji do 18.7.1952)

Lina Cecchini (prevzel 3.10.1952)
- Arnaldo Fabriani
- Angelo Facchin
- Pietro Fadda
- Cesare Augusto Fanelli
- Amintore Fanfani
- Paolo Alfonso Farinet
- Aldo Fascetti
- Bruno Fassina
- Maria Federici Agamben
- Egidio Ferrara (v funkciji do 8.6.1948)

Erisia Gennai Tonietti (prevzel 9.6.1948)
- Antonio Ferrarese
- Celestino Ferrario
- Emanuele Ferraris
- Pietro Ferreri
- Bortolo Eugenio Fina
- Giuseppe Firrao (v funkciji do 10.12.1950)

Amedeo Sica (prevzel 20.12.50)
- Salvatore Foderaro
- Palmiro Foresi
- Francesco Franceschini
- Renzo Franzo
- Luigi Camillo Fumagalli
- Giuseppe Fuschini (v funkciji do 10.7.1949)

Giovanni Tanasco (prevzel 15.7.1949; v funkciji do 11.10.1949; prevzel 27.9.1950)
- Valdo Fusi
- Antonio Gabrieli
- Giuseppe Garlato
- Giovanni Gasparoli (v funkciji do 29.7.1950)
- Eugenio Gatto
- Pietro Germani
- Silvio Geuna
- Giovanni Ghirotti (v funkciji do 28.10.1948)
- Enzo Giacchero (v funkciji do 23.9.1952)

Angelo Bellato (prevzel 3.10.1952)
- Giuseppe Giammarco
- Leone Osvaldo Girolami (v funkciji do 12.7.1951)

Gualtiero Driussi (prevzel 2.8.1951)
- Grazia Giuntoli
- Guido Gonella
- Angela Gotelli
- Giovanni Italo Greco
- Giovanni Gronchi
- Antonio Guariento
- Angela Maria Guidi Cingolani
- Renzo Helfer
- Pasquale Improta
- Giorgio La Pira (v funkciji do 22.12.1952)

Giuseppe Leoni (prevzel 23.12.1952)
- Domenico Larussa
- Domenico Latanza poslanec do 3.7.1951 in se nato pridruži Skupini Misto
- Pietro Lecciso
- Tommaso Leonetti
- Raffaele Lettieri
- Giuseppe Liguori
- Pietro Lizier
- Oreste Lizzadri
- Filippo Lo Giudice
- Pia Lombardi Colini
- Pietro Lombari (prevzel 14.2.1951) za Luigi Roccoom, ki je nato zamenjal Ugo Rodinò
- Ruggero Lombardi
- Antonio Luigi Lombardini
- Roberto Lucifredi
- Piero Malvestiti
- Salvatore Mannironi
- Paolo Manuel Gismondi
- Raimondo Manzini
- Achille Marazza
- Giulio Marazzina
- Pasquale Marconi
- Francesco Marenghi
- Michele Marotta
- Mario Martinelli
- Edoardo Martino
- Achille Marzarotto
- Giorgio Mastino Del Rio
- Bernardo Mattarella
- Enrico Mattei (v funkciji do 5.3.1953)
- Crescenzo Mazza
- Luigi Meda
- Enrico Medi
- Mario Melloni
- Natale Menotti
- Filippo Micheli
- Antonio Molinaroli
- Ottorino Momoli
- Vito Monterisi
- Reginaldo Monticelli
- Lodovico Montini
- Luigi Morelli
- Francesco Moro
- Alberico Motolese
- Filippo Murdaca
- Francesco Murgia
- Guido Mussini
- Lorenzo Natali
- Andrea Negrari
- Maria Nicotra Verzotto
- Giuseppe Notarianni
- Raffaele Numeroso
- Camillo Orlando
- Tarcisio Pacati
- Arrigo Paganelli
- Salvatore Pagliuca
- Primo Romolo Palenzona
- Giovanni Parente
- Giulio Pastore
- Antonio Pecoraro
- Giuseppe Pella
- Giovanni Perlingieri
- Vittorio Pertusio (v funkciji do 14.11.1951)

Bartolomeo Bolla (prevzel 16.11.1951)
- Carlo Petrone
- Giovanni Petrucci
- Paride Piasenti
- Attilio Piccioni
- Ortensio Pierantozzi
- Mario Lauro Pietrosanti
- Gaspare Pignatelli
- Francesco Pignatone
- Mariano Poletto
- Giovanni Ponti
- Alfredo Proia (v funkciji do 23.10.1950)
- Maria Pucci (v funkciji do 13.12.1950)
- Vittorio Pugliese
- Gioacchino Quarello
- Adolfo Quintieri
- Giuseppe Raimondi
- Stefano Reggio D'Aci
- Carlo Repossi
- Matteo Rescigno
- Raffaele Resta
- Stefano Riccio
- Vincenzo Rivera
- Ercole Rocchetti
- Luigi Rocco (v funkciji do 3.2.1951)
- Ugo Rodinò (v funkciji do 23.11.1949)
- Mariano Rumor
- Mario Saggin
- Enrico Sailis
- Angelo Salizzoni
- Remo Sammartino
- Umberto Sampietro
- Domenico Sartor
- Giovanni Scano (v funkciji do 2.9.1948)

Natale Gorini (prevzel 28.10.1948)
- Mario Scelba
- Guglielmo Schiratti
- Giacomo Sedati
- Antonio Segni
- Gabriele Semeraro
- Amedeo Sica
- Giovanni Sodano
- Eugenio Spiazzi
- Domenico Spoleti
- Carlo Stagno D'Alcontres
- Albino Ottavio Stella
- Ferdinando Storchi
- Fiorentino Sullo
- Emilio Paolo Taviani
- Corrado Terranova
- Raffaele Terranova (v funkciji do 13.2.1953)
- Alfonso Tesauro
- Vittoria Titomanlio
- Giuseppe Togni
- Umberto Tomba
- Romano Tommasi
- Matteo Tonengo
- Enrico Tosi
- Renato Tozzi Condivi
- Michelangelo Trimarchi
- Michele Troisi
- Ferdinando Truzzi
- Giuseppe Tudisco
- Giorgio Tupini
- Vincenzo Turco
- Francesco Turnaturi
- Gigliola Valandro
- Michele Valenti (v funkciji do 13.3.1949)
- Athos Valsecchi
- Giuseppe Veronesi
- Mario Vetrone
- Ambrogio Viale
- Rodolfo Vicentini
- Gaetano Vigo
- Ettore Viola di Ca' Tasson poslanec do 7.2.1951 in se nato pridruži Skupini Misto
- Angelo Visentin (v funkciji do 2.3.1951)

Antonio Pavan (prevzel 14.3.1951; v funkciji do 24.1.1953)
Ida D'Este (prevzel 5.2.1953)
- Michele Vocino
- Calogero Volpe
- Tommaso Zerbi

dne 19.2.1953 se je pridružil skupini poslanec Guido Russo Perez - originalno član skupine Misto

### Komunisti

#### Predsednik
- Palmiro Togliatti

#### Podpredsedniki
- Fausto Gullo

#### Člani Sveta
- Giorgio Amendola
- Domenico Ciufoli
- Renzo Laconi
- Luigi Longo
- Giancarlo Pajetta
- Maria Maddalena Rossi

#### Člani
- Mario Alicata
- Pietro Amendola
- Ferdinando Amiconi
- Mario Angelucci
- Mario Assennato
- Walter Audisio
- Torquato Baglioni
- Gino Baldassari
- Orazio Barbieri
- Anelito Barontini
- Raffaello Bellucci
- Gino Beltrame
- Giacomo Bergamonti (v funkciji do 17.3.1952)
- Antonio Bernieri
- Giuseppe Berti
- Francesco Giorgio Bettiol
- Michele Bianco
- Priamo Bigiandi
- Arrigo Boldrini
- Gina Borellini
- Virginio Borioni
- Giovanni Bottonelli
- Giovanni Bruno (v funkciji do 9.4.1952)
- Aldo Buzzelli
- Giacomo Calandrone
- Giuseppe Sebastiano Calasso
- Enzo Capalozza
- Vincenzo Cavallari
- Alberto Mario Cavallotti
- Severino Cavazzini
- Giulio Cerreti
- Irene Chini Coccoli
- Maria Lisa Cinciari Rodano
- Amerigo Clocchiatti
- Ilia Coppi
- Bruno Corbi
- Olindo Cremaschi
- Aldo Cucchi

poslanec do 7.2.1951 in se nato pridruži Skupini Misto
- Angelo D'Agostino
- Pietro Dal Pozzo
- Cesare Dami
- Michele D'Amico
- Luigi De Filpo (v funkciji do 10.3.1949)
- Antonio Di Donato
- Luigi Di Mauro
- Giuseppe Di Vittorio
- Laura Diaz
- Domenico Emanuelli (v funkciji do 8.9.1950)
- Virgilio Failla
- Carlo Farini
- Luciana Fittaioli (v funkciji 3.10.1952)
- Gisella Floreanini Della Porta
- Nadia Gallico Spano
- Elisabetta Gallo
- Antonio Giolitti
- Luigi Grassi
- Pietro Grifone
- Giovanni Grilli
- Giuseppe Imperiale
- Pietro Ingrao
- Gabriele Invernizzi
- Gaetano Invernizzi
- Nilde Iotti
- Natale Vasco Jacoponi
- Salvatore La Marca
- Vincenzo La Rocca
- Giuseppe Latorre (v funkciji do 24.5.1952)
- Carlo Lombardi
- Stellio Lozza
- Clemente Maglietta
- Valdo Magnani

poslanec do 7.2.1951 in se nato pridruži Skupini Misto
- Aristodemo Maniera
- Andrea Marabini
- Nella Marcellino
- Concetto Marchesi
- Gina Martini Fanoli
- Guido Martuscelli
- Domenico Marzi
- Umberto Massola
- Silvio Messinetti
- Gennaro Miceli
- Angiola Minella Molinari
- Mario Montagnana
- Silvano Montanari
- Giulio Montelatici
- Francesco Moranino
- Ada Natali
- Aldo Natoli
- Alessandro Natta
- Italo Nicoletto
- Teresa Noce Longo
- Agostino Novella
- Carlo Olivero
- Silvio Ortona
- Giuliano Pajetta
- Filippo Pelosi
- Antonio Pesenti
- Secondo Pessi
- Antonino Pino
- Luigi Polano
- Elettra Pollastrini
- Giordano Pratolongo (v funkciji do 12.9.1951)
- Camilla Ravera
- Giuseppina Re (v funkciji do 29.9.1948)
- Pietro Reali
- Giuseppe Ricci
- Mario Ricci
- Antonio Roasio
- Dino Saccenti
- Walter Sacchetti
- Michele Sala
- Umberto Sannicolò
- Remo Scappini
- Sergio Scarpa
- Francesco Scotti
- Santo Semeraro
- Giovanni Serbandini
- Luigi Silipo

poslanec do 13.2.1953 in se nato pridruži Skupini Misto
- Giulio Spallone
- Achille Stuani
- Paolo Suraci
- Leonildo Tarozzi
- Federico Torretta
- Giulio Turchi
- Stella Vecchio Vaia
- Carlo Venegoni
- Luciana Viviani
- Riccardo Walter

### Socialistična stranka Italije

#### Predsednik
- Pietro Nenni

#### Podpredsednik
- Gastone Costa

#### Člani
- Leonetto Amadei
- Arnaldo Azzi
- Lelio Basso
- Cesare Bensi
- Guido Bernardi
- Carlo Bertazzoni
- Giuseppe Bogoni
- Amerigo Bottai
- Luigi Cacciatore (v funkciji do 17.8.1951)
- Francesco Capacchione
- Ernesto Carpano Maglioli
- Francesco Cerabona
- Roberto Cessi
- Achille Corona
- Alfredo Cotani (v funkciji do 22.9.1952)
- Francesco De Martino
- Antigono Donati
- Luigi Ducci
- Eugenio Dugoni
- Vannuccio Faralli
- Rosa Fazio Longo
- Giuseppe Ferrandi
- Aldovino Fora
- Francesco Geraci
- Guglielmo Ghislandi
- Pietro Grammatico
- Verenin Grazia
- Mario Marino Guadalupi
- Oreste Lizzadri
- Riccardo Lombardi
- Giuseppe Lupis

poslanec do 31.1.1950 in se nato pridruži Skupini Partito Socialista Unitario
- Lucio Mario Luzzatto
- Alcide Malagugini
- Giacomo Mancini
- Carlo Matteotti

poslanec do 18.5.1951 in se nato pridruži Skupini Partito Socialista (Siis)
- Lionello Matteucci
- Guido Mazzali
- Raffaele Merloni
- Elsa Molè
- Virgilio Nasi
- Alceo Negri
- Giuliana Nenni
- Silvio Paolucci
- Nicola Perrotti
- Giovanni Pieraccini
- Alcide Pirazzi Maffiola
- Bruto Puccetti
- Mario Roveda
- Giovanni Sampietro
- Luigi Renato Sansone
- Fernando Santi
- Tomaso Smith
- Ferdinando Targetti
- Giusto Tolloy
- Luigi Zappelli (v funkciji do 9.8.1948)

dne 13.2.1953 se je pridružil skupini poslanec Ubaldo Lopardi - originalno član skupine Partito Socialista Democratico Italiano 

### Partito Socialista Democratico Italiano

#### Predsednik
- Ezio Vigorelli

#### Člani Sveta
- Chiaffredo Belliardi
- Luigi Bennani
- Ivan Matteo Lombardo
- Luigi Preti

#### Člani
- Giuseppe Arata
- Egidio Ariosto
- Virginio Bertinelli
- Mario Bettinotti
- Bianca Bianchi
- Corrado Bonfantini
- Piero Calamandrei

poslanec do 13.2.1953 in se nato pridruži Skupini Misto
- Umberto Calosso
- Giovanni Cartia
- Bruno Castellarin
- Antonio Cavinato
- Guido Ceccherini
- Domenico Chiaramello
- Italo Cornia
- Cornelio Fietta
- Giovanni Giavi
- Mario Longhena
- Ubaldo Lopardi

poslanec do 13.2.1953 in se nato pridruži Skupini Socialistična stranka Italije
- Matteo Matteotti
- Ugo Guido Mondolfo
- Paolo Rossi
- Nicola Salerno
- Giuseppe Saragat
- Alberto Simonini
- Roberto Tremelloni
- Paolo Treves
- Mario Zagari
- Umberto Zanfagnini

dne 31.1.1950 se je pridružil skupini poslanec Giuseppe Lupis - originalno član skupine Socialistična stranka Italije
dne 18.5.1951 se je pridružil skupini poslanec Carlo Matteotti - originalno član skupine Socialistična stranka Italije

### Monarhistična nacionalna stranka (Partito Nazionale Monarchico)

#### Predsednik
- Alfredo Covelli

#### Podpredsedniki
- Ezio Coppa (v funkciji 10.5.1948 do 8.7.1949 in od 13.2.1953)

poslanec do 8.7.1949 in se nato pridruži Skupini Misto
- Tommaso Leone Marchesano (v funkciji 10.5.1948 do 3.7.1951 in od 20.12.1952)

#### Sekretarji
- Emilio D'Amore

#### Člani
- Giovanni Alliata Di Montereale

poslanec do 10.7.1951 in se nato pridruži Skupini Misto
- Filippo Barattolo
- Giuseppe Basile
- Vincenzo Cicerone

poslanec do 10.6.1948 in se nato pridruži Skupini Misto
- Alberto Consiglio

poslanec do 12.10.1949 in se nato pridruži Skupini Misto
- Antonino Cuttitta
- Gaetano Fiorentino
- Paolo Greco (v funkciji do 27.5.1949)
- Alberigo Lenza
- Mario Ricciardi (v funkciji do 8.3.1952)
- Francesco Saija

poslanec do 3.2.1950 in se nato pridruži Skupini Liberalci
- Francesco Sciaudone

dne 8.7.1951 se je pridružil skupini poslanec Alberto Consiglio - originalno član skupine Misto; poslanec do 15.2.1952 in se nato pridruži Skupini Misto
dne 10.7.1951 se je pridružil skupini poslanec Uberto Bonino - originalno član skupine Misto
dne 13.7.1951 se je pridružila skupini poslanka Olga Giannini - originalno član skupine Misto
dne 17.7.1951 se je pridružil skupini poslanec Martino Trulli - originalno član skupine Misto
dne 2.8.1951 se je pridružil skupini poslanec Agilulfo Caramia - originalno član skupine Misto
dne 11.3.1952 se je pridružil skupini poslanec Florestano Di Fausto - originalno član skupine Misto
dne 13.2.1953 sta se pridružila skupini poslanca Giovanni Alliata di Monreale in Ezio Coppa - originalno člana skupine Misto

### Liberalci

#### Predsednik
- Raffaele De Caro

#### Podpredsenik
- Alberto Giovannini

#### Člani
- Girolamo Bellavista
- Antonio Capua
- Aldo Casalinuovo

poslanec do 3.7.1951 in se nato pridruži Skupini Misto
- Antonio Cifaldi
- Francesco Cocco Ortu
- Francesco Colitto
- Epicarmo Corbino

poslanec do 3.7.1951 in se nato pridruži Skupini Misto
- Giuseppe Grassi (v funkciji do 25.1.1950)
- Gaetano Martino
- Giuseppe Nitti
- Giovanni Palazzolo
- Giuseppe Perrone Capano
- Luigi Vallone

dne 3.2.1950 se je pridružil skupini poslanec Francesco Saija - originalno član skupine Monarhistična nacionalna stranka (Partito Nazionale Monarchico)

### Italijanska republikanska stranka

#### Člani
- Ezio Amadeo
- Giulio Andrea Belloni
- Ludovico Camangi
- Mary Chiesa Tibaldi
- Giuseppe Chiostergi
- Francesco De Vita
- Giuseppe Giulietti (v funkciji do 20.6.1953)
- Ugo La Malfa
- Randolfo Pacciardi
- Enrico Parri (v funkciji do 6.7.1949)
- Alessandro Scotti

poslanec do 9.3.1951 in se nato pridruži Skupini Misto

### Misto

#### Predsednik
- Guido Russo Perez

poslanec do 19.2.1953 in se nato pridruži Skupini Krščanski demokrati

#### Podpredsedniki
- Agilulfo Caramia

poslanec do 2.8.1951 in se nato pridruži Skupini Monarhistična nacionalna stranka (Partito Nazionale Monarchico)
- Ezio Coppa

poslanec do 13.2.1953 in se nato pridruži Skupini Monarhistična nacionalna stranka (Partito Nazionale Monarchico)

#### Sekretarji
- Giovanni Roberti

#### Člani
- Giorgio Almirante
- Antonio Ebner
- Luigi Filosa (v funkciji do 20.6.1949)
- Guglielmo Giannini
- Olga Giannini

poslanka do 13.7.1951 in se nato pridruži Skupini Monarhistična nacionalna stranka (Partito Nazionale Monarchico)
- Otto Guggenberg
- Giovanni Battista Melis
- Arturo Michelini
- Roberto Mieville
- Luigi Palmieri
- Martino Trulli

poslanec do 17.7.1951 in se nato pridruži Skupini Monarhistična nacionalna stranka (Partito Nazionale Monarchico)
- Federico Volgger

dne 10.6.1948 se je pridružil skupini poslanec Vincenzo Cicerone - originalno član skupine Monarhistična nacionalna stranka (Partito Nazionale Monarchico)
dne 12.10.1949 se je pridružil skupini poslanec Alberto Consiglio - originalno član skupine Monarhistična nacionalna stranka (Partito Nazionale Monarchico); poslanec do 8.7.1950 in se nato pridruži Skupini Monarhistična nacionalna stranka (Partito Nazionale Monarchico)
dne 7.2.1951 so se pridružili skupini poslanca Aldo Cucchi in Valdo Magnani - originalno člana skupine Komunistov, poslanec Florestano Di Fausto - originalno član skupine Krščanski demokrati; poslanec do 11.3.1952 in se nato pridruži Skupini Monarhistična nacionalna stranka (Partito Nazionale Monarchico) in poslanec Ettore Viola di Ca' Tasson - originalno član skupine Krščanski demokrati
dne 9.3.1951 se je pridružil skupini poslanec Alessandro Scotti - originalno član skupine Italijanska republikanska stranka
dne 3.7.1951 so se pridružili skupini poslanci Aldo Casalinuovo in Epicarmo Corbino - originalno člana skupine Liberalci,poslanec Domenico Latanza - originalno član skupine Krščanski demokrati, poslanec Tommaso Leone-Marchesano - originalno član skupine Monarhistična nacionalna stranka (Partito Nazionale Monarchico); poslanec do 20.12.1952 in se nato pridruži Skupini Monarhistična nacionalna stranka (Partito Nazionale Monarchico)
dne 10.7.1951 se je pridružil skupini poslanec Francesco Alliata di Monreale - originalno član skupine Monarhistična nacionalna stranka (Partito Nazionale Monarchico); poslanec do 13.2.1953 in se nato pridruži Skupini Monarhistična nacionalna stranka (Partito Nazionale Monarchico)
dne 26.10.1951 se je pridružil skupini poslanec Gerardo De Caro - originalno član skupine Krščanski demokrati
dne 15.2.1952 se je pridružil skupini poslanec Alberto Consiglio - originalno član skupine Monarhistična nacionalna stranka (Partito Nazionale Monarchico)
dne 13.2.1953 se je pridružil skupini poslanec Pietro Calamandrei - originalno član skupine Partito Socialista Democratico Italiano, poslanec Luigi Silipo - originalno član skupine Koministov in poslanec Raffaele Terranova - originalno član skupine Krščanski demokrati